# Brömster bei Darmstadt-Eberstadt
Der Brömster bei Darmstadt-Eberstadt ist ein Naturschutzgebiet am Südrand der Gemarkung Darmstadt-Eberstadt. Das Naturschutzgebiet ist etwa 9,6 ha groß.

## Geologie
Die Sanddüne Brömster (Binnendüne) wurde am Ende der Weichseleiszeit im kalten Tundrenklima durch Sandaufwehungen aus pleistozänem Flugsand gebildet.

## Flora
Die Düne Brömster lässt sich in verschiedene Vegetationseinheiten untergliedern:
1. Kiefernmischwald
2. Wacholderheide
3. Pfriemengras-Steppenrasen
4. lockere Silbergras-Trockenrasen
5. xerothermer Pfriemengras-Trockenrasen

## Naturschutzgebiet
Seit 1984 ist die Düne Naturschutzgebiet.
Schutzgrund ist die Erhaltung der Dünenflora.
Auf dem Areal sind zahlreiche Pflanzenarten vorhanden, die geschützt, schützenswert oder gefährdet sind.